# Neoditylenchus autographi
Neoditylenchus autographi är en rundmaskart. Neoditylenchus autographi ingår i släktet Neoditylenchus och familjen Tylenchidae. Inga underarter finns listade i Catalogue of Life.